# Диссипативная колебательная система
Диссипативная колебательная система — колебательная система, в которой существует диссипация энергии. В макромире все колебательные системы, не имеющие источника для пополнения внутренней энергии, являются диссипативными.